# Algèbre d'Azumaya
Pour les articles homonymes, voir Algèbre (homonymie).
En mathématiques, la notion d'algèbre d'Azumaya est une généralisation de la notion d'algèbre centrale simple aux R-algèbres dont les scalaires R ne forment pas un corps. Elle a été introduite dans un article de Goro Azumaya (en) en 1951, dans le cas où R est un anneau local commutatif, puis a été développée par Alexander Grothendieck comme ingrédient de base à une théorie du groupe de Brauer en géométrie algébrique, dans les séminaires Bourbaki à partir de 1964.
Dans le cas où R est un anneau local, une algèbre d'Azumaya A est une R-algèbre libre et de rang fini r, telle que son produit tensoriel avec son algèbre opposée soit isomorphe à l'algèbre des matrices carrées de taille r sur R.
Du point de vue de la théorie des schémas, Grothendieck la définit comme un faisceau A de OX-algèbres (où X est un schéma, et OX son faisceau structural) localement (pour la topologie étale) isomorphe à un faisceau d'algèbres de matrices. Milne prend en revanche la définition selon laquelle les germes Ax sont des algèbres d'Azumaya sur les anneaux locaux OX,x en tout point x. Le groupe de Brauer est alors défini comme l'ensemble des classes d'équivalence d'algèbres d'Azumaya selon la relation : deux algèbres A1 et A2 sont équivalentes s'il existe des faisceaux localement libres (en) E1 et E2 tels que : 
{\displaystyle A_{1}\otimes \mathrm {End} (E_{1})\simeq A_{2}\otimes \mathrm {End} (E_{2}).}
La loi de groupe est obtenue à partir du produit tensoriel, l'élément symétrique étant donné par l'algèbre opposée.
Cette notion a des applications en géométrie arithmétique, notamment grâce au travail de Yuri Manin sur les obstructions au principe de Hasse.
- (en) Cet article est partiellement ou en totalité issu de l’article de Wikipédia en anglais intitulé « Azumaya algebra » (voir la liste des auteurs).